# Hertig av Mecklenburg

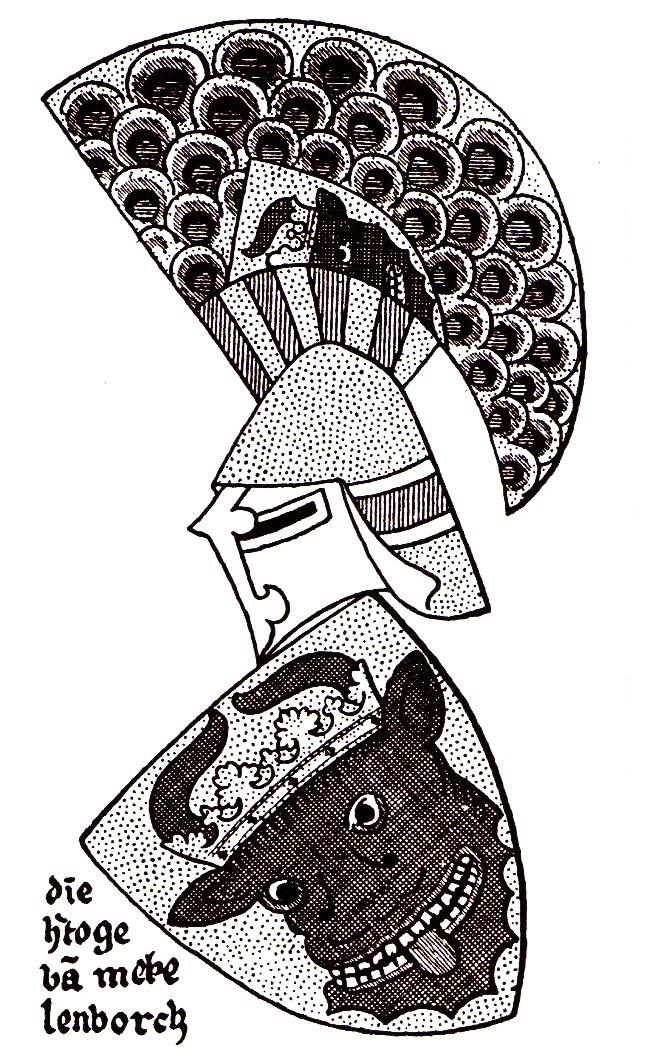
Stamvapen för hertigarna av Mecklenburg, skapat ca 1358

Hertig av Mecklenburg (tyska: Herzog zu Mecklenburg) var 1348-1918 adelstiteln för hertigar av det regerande furstehuset Mecklenburg i Tyskland.
Titeln Herzog zu Mecklenburg bars utan undantag av alla manliga medlemmar av furstehuset, fram till Wienkongressen år 1815, när den regerande hertigen av Mecklenburg upphöjdes till Storhertig av Mecklenburg (Großherzog von Mecklenburg). Efter detta titulerades arvingen till furstetronen Erbgroßherzog von Mecklenburg, och ingifta kvinnor till regenten titulerades Großherzogin, medan hustrur till arvhertigen titulerades Erbgroßherzogin.
Övriga kvinnliga medlemmar av furstehuset, ingifta hustrur, samt alla kvinnliga ättlingar till släkten (prinsessor) titulerades Herzogin zu Mecklenburg.
Efter monarkins fall 1918 bortföll titeln men bärs av medlemmar av släkten som del av namnet 
Ibland ses titeln i samband med omnämnandet av lands och områdesnamn som till exempel hertig av Mecklenburg-Schwerin, hertig av Mecklenburg-Güstrow, hertig av Mecklenburg-Strelitz, men dessa var aldrig officiella titlar.

## Hertigar av Mecklenburg
1. 1348-1358 Albrekt II av Mecklenburg. Den 8 juli 1348 upphöjdes den tidigare fursten Albrekt av Mecklenburg, av kejsar Karl IV till hertig och inträdde därmed i riksfursteståndet. 1358 blev han även hertig av Schwerin. Till följd av detta kallas han även för hertig Albrekt I av Mecklenburg och Schwerin. Han styrde sina båda hertigdömen intill sin död 1379.

## Hertigar av Mecklenburg-Schwerin,1358-1815
1. 1358-1379 Albrekt II av Mecklenburg

1. 1379-1383 Henrik Bödeln av Mecklenburg - son till Albrekt II, samregenter: Albrekt III samregent 1379-1412 - son till Albrecht II, och Magnus I samregent 1379-1385 - son till Albrekt II
2. 1383-1388 Albrekt IV av Mecklenburg, samregenter: Albrekt III 1379-1412 - son till Albrecht II och Magnus I samregent 1379-1385 - son till Albrekt II

1. 1384-1412 Albrekt av Mecklenburg, samregenter: Albrekt III 1379-1412 - son till Albrecht II och Johan IV 1385-1422 - son till Magnus I

1. 1417-1423 Albrekt V av Mecklenburg, samregent:Johan IV samregent 1385-1422 - son till Magnus I

1. 1423-1477 Henrik IV den fete av Mecklenburg
2. 1477-1503 Magnus II av Mecklenburg
3. 1503–1520 Henrik V av Mecklenburg, samregent: Albrecht VII samregent 1503-1547 - son till Magnus II

1. 1520–1552 Johann Albrecht I av Mecklenburg, samregent: Albrecht VII samregent 1503-1547 - son till Magnus II

1. 1555–1603 Ulrich av Mecklenburg
2. 1603–1610 Karl I av Mecklenburg

1. 1610–1628 Johann Albrecht II av Mecklenburg
2. 1628–1631 Albrecht von Wallenstein (Ej av Mecklenburgska ätten)
3. 1631–1658 Adolf Friedrich I av Mecklenburg
4. 1658–1692 Christian Ludwig I av Mecklenburg

1. 1692–1713 Friedrich Wilhelm I av Mecklenburg
2. 1713–1728 Karl Leopold av Mecklenburg
3. 1728–1756 Friedrich av Mecklenburg
4. 1785–1815 Friedrich Franz I av Mecklenburg upphöjd 1815 till Storhertig (Grossherzog von Mecklenburg)

## Storhertigar av Mecklenburg
1. 1815-1837 Friedrich Franz I av Mecklenburg
2. 1837–1842 Paul Friedrich av Mecklenburg